# 沃洛吉斯四世
沃洛吉斯四世（？—191年），是自公元147年至公元191年的安息帝國王中之王。沃洛吉斯四世是安息帝國王位爭奪者米特里達梯五世的兒子，在147年通過發動政變繼承王位。沃洛吉斯四世在其在位初期重新確立了安息帝國對卡剌肯涅王國的控制。沃洛吉斯四世在161年至166年間對羅馬帝國發動了戰爭，戰事雖然在一開始很順利，安息帝國得以吞併亞美尼亞和敘利亞，但沃洛吉斯四世最終被打回原形，而安息帝國的首都塞琉西亞和泰西封更一度落入羅馬帝國手上。然而，受到塞琉西亞在166年爆發的瘟疫所影響，羅馬帝國損失慘重，並被迫撤軍。戰爭在此後完結，而美索不达米亚北部則被割讓予羅馬帝國。沃洛吉斯四世於191年駕崩，其王位由其子沃洛吉斯五世（亞美尼亞國王沃洛吉斯二世）繼承。

## 名諱
「沃洛吉斯」一詞是安息語中的一詞的希臘文和拉丁文版本。該詞在現代波斯语作「Balāsh」，而在中古波斯语則作「Wardākhsh」或「Walākhsh」。該詞語源不明，惟斐迪南·尤斯蒂則主張該詞的原始形態為「Walagaš」，而其本身則為意解「力量」（「varəda」）和「英俊」（「gaš」，現代波斯語作「geš」）的兩詞的合成詞。

## 統治

### 對卡剌肯涅的征服
沃洛吉斯四世的父親是在129年至140年間與在位的沃洛吉斯三世爭奪安息帝國王位的米特里達梯五世。147年，沃洛吉斯四世通過發動政變繼承王位，並開創了安息帝國阿薩希德王朝的一個新的分支。在150年或151年，沃洛吉斯四世打敗了統治卡剌肯涅的阿薩希德王朝君主米里達梯，並另立奧拉巴茲二世為新君，而奧拉巴茲二世很有可能是沃洛吉斯四世的親戚。沃洛吉斯四世的軍隊將卡剌肯涅王室的守護神赫拉克勒斯的神像運到塞琉西亞的阿波罗神廟展示，以顯示沃洛吉斯四世在該次軍事行動中的勝利。神像上刻有以希臘語和安息語記載的題字，以紀錄沃洛吉斯四世對卡剌肯涅的征服，大意如下：
在塞琉古紀年462年（公元151年），米特里達梯國王之子、王中之王阿爾沙克·沃洛吉斯對卡剌肯涅進行軍事遠征，以對抗其前任統治者帕科羅斯之子米特里達梯國王，而在米特里達梯國王被逐出卡剌肯涅後，他成為全卡剌肯涅的統治者，而他就把這座銅造海格力斯神像由從卡剌肯涅運過來，並放置在守護著青銅門的阿波羅的神殿中。

### 與羅馬帝國的戰爭
在馬爾庫斯·奧列里烏斯在161年繼位為羅馬皇帝時，沃洛吉斯四世出其不意地向羅馬帝國發動戰爭，而該次戰爭也成為眾多次羅馬－安息戰爭中惟一一次由安息帝國發動的戰爭。沃洛吉斯四世的軍隊攻入亞美尼亞王國，廢除由羅馬扶植的索赫姆斯，並另立自己的兒子帕科羅斯為新君。
同時，安息帝國也對敘利亞進行了出其不意的進攻，並擊敗了駐守在當地的羅馬帝國士兵。自信滿滿的沃洛吉斯四世在162年拒絕了羅馬帝國當時的求和。雖然安息帝國在161年羅馬－安息戰爭的開局有著大好形勢，羅馬帝國從震驚與挫折中恢復過來後開始反攻，並在163年使索赫姆斯復位為亞美尼亞國王。大約在同一時候，安息帝國佔領了埃德薩，並扶植瓦埃爾（Wa'el）為僭主，埃德薩的合法國王馬努八世（Ma'nu VIII）也因而被迫流亡到羅馬帝國。164年，安息帝國的軍隊被趕出敘利亞，並失去了杜拉歐羅普斯，使很多安息帝國的附庸君主都背棄了沃洛吉斯四世。羅馬帝國在165年圍攻埃德薩，而在圍攻期間，埃德薩的市民屠殺了安息帝國在城内的駐軍，並向羅馬帝國的軍隊打開了大門。羅馬帝國的軍隊於是進城，並恢復馬努八世埃德薩或奥斯若恩的統治者的地位；馬努八世也因而得到“羅馬人的朋友”（Philorhomaios）的稱號。
安息帝國的首都塞琉西亞和泰西封在165年或166年被羅馬帝國將領阿维狄乌斯·卡西乌斯佔領。可能在同一時間，罗马军团攻入了米底和阿迪亚波纳。然而，羅馬帝國因塞琉西亞在166年爆發的瘟疫而損失慘重，並被迫撤軍。戰爭在此後完結，而美索不達米亞北部則被割讓予羅馬帝國。在索赫姆斯於180年駕崩後，沃洛吉斯四世的另一個兒子沃洛吉斯得到了亞美尼亞王位，稱沃洛吉斯二世。
在沃洛吉斯四世在位末年，奧斯羅埃斯二世在190年發動內亂、自立為王，並在米底埃克巴坦那地區鑄造鑄有自己的頭像的硬幣。然而，在沃洛吉斯二世繼承安息帝國王位（稱沃洛吉斯五世）後，奧斯羅埃斯二世所發動的內亂似乎很快就被平息。

## 鑄幣

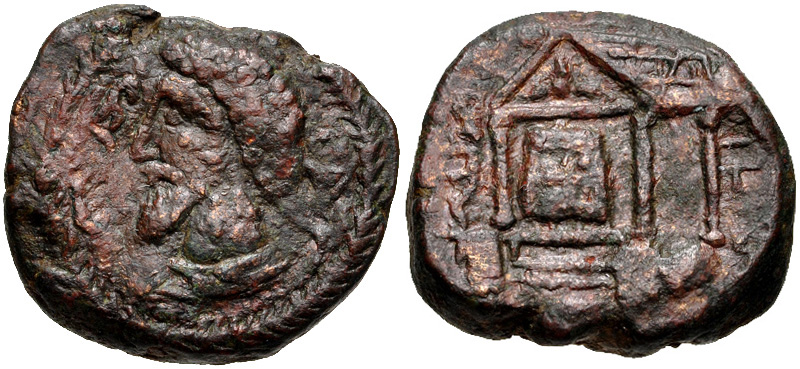
僭主瓦埃爾在位期間發行的硬幣的正面鑄有沃洛吉斯四世的頭像

沃洛吉斯四世在位期間發行的四德拉克馬硬幣的正面上鑄有沃洛吉斯四世的頭像，而頭像上的沃洛吉斯四世戴著一側有角的拱形波斯王冕。沃洛吉斯四世也戴著覆蓋雙耳的頸蓋。沃洛吉斯四世在位期間發行的一德拉克馬硬幣的正面上鑄有戴著沒有角的波斯王冕的沃洛吉斯四世的頭像。沃洛吉斯四世是首位在在位期間鑄造僅戴上波斯王冕的君主頭像的硬幣的安息帝國君主。部分沃洛吉斯四世在位期間發行的銅幣的背面鑄有鷹的圖案，而該圖案與卡瓦勒那赫（即“君主的榮耀”）相聯繫。埃德薩或奧斯若恩僭主瓦埃爾在位期間發行的硬幣的正面也鑄有沃洛吉斯四世的頭像。

## 家族
| 白色 |

| 綠色 |

| 藍色 |

| 黃色 |

|                                  |                                  |                                  |                                  |                                              |                                              |                                              |                                              |                                              |                                              |                                |                                |                                                              |                                                              |                                                              |                                                              |                                                              |                                                              |                                |                                |                                                |                                                |                                                |                                                |                                                |                                                |                                |                                |                                |                                |  |  |  |  |  |  |  |  |  |  |  |  |
|                                  |                                  |                                  |                                  |                                              |                                              |                                              |                                              |                                              |                                              |                                |                                |                                                              |                                                              |                                                              |                                                              |                                                              |                                                              |                                |                                |                                                |                                                |                                                |                                                |                                                |                                                |                                |                                |                                |                                |  |  |  |  |  |  |  |  |  |  |  |  |
|                                  |                                  |                                  |                                  |                                              |                                              |                                              |                                              |                                              |                                              |                                |                                | 安息帝國 王中之王 （爭位者） 米特里達梯 五世                 | 安息帝國 王中之王 （爭位者） 米特里達梯 五世                 | 安息帝國 王中之王 （爭位者） 米特里達梯 五世                 | 安息帝國 王中之王 （爭位者） 米特里達梯 五世                 | 安息帝國 王中之王 （爭位者） 米特里達梯 五世                 | 安息帝國 王中之王 （爭位者） 米特里達梯 五世                 |                                |                                | 安息帝國 王中之王 （爭位者） 奧斯羅埃斯 一世   | 安息帝國 王中之王 （爭位者） 奧斯羅埃斯 一世   | 安息帝國 王中之王 （爭位者） 奧斯羅埃斯 一世   | 安息帝國 王中之王 （爭位者） 奧斯羅埃斯 一世   | 安息帝國 王中之王 （爭位者） 奧斯羅埃斯 一世   | 安息帝國 王中之王 （爭位者） 奧斯羅埃斯 一世   |                                |                                |                                |                                |  |  |  |  |  |  |  |  |  |  |  |  |
|                                  |                                  |                                  |                                  |                                              |                                              |                                              |                                              |                                              |                                              |                                |                                | 安息帝國 王中之王 （爭位者） 米特里達梯 五世                 | 安息帝國 王中之王 （爭位者） 米特里達梯 五世                 | 安息帝國 王中之王 （爭位者） 米特里達梯 五世                 | 安息帝國 王中之王 （爭位者） 米特里達梯 五世                 | 安息帝國 王中之王 （爭位者） 米特里達梯 五世                 | 安息帝國 王中之王 （爭位者） 米特里達梯 五世                 |                                |                                | 安息帝國 王中之王 （爭位者） 奧斯羅埃斯 一世   | 安息帝國 王中之王 （爭位者） 奧斯羅埃斯 一世   | 安息帝國 王中之王 （爭位者） 奧斯羅埃斯 一世   | 安息帝國 王中之王 （爭位者） 奧斯羅埃斯 一世   | 安息帝國 王中之王 （爭位者） 奧斯羅埃斯 一世   | 安息帝國 王中之王 （爭位者） 奧斯羅埃斯 一世   |                                |                                |                                |                                |  |  |  |  |  |  |  |  |  |  |  |  |
|                                  |                                  |                                  |                                  |                                              |                                              |                                              |                                              |                                              |                                              |                                |                                |                                                              |                                                              |                                                              |                                                              |                                                              |                                                              |                                |                                |                                                |                                                |                                                |                                                |                                                |                                                |                                |                                |                                |                                |  |  |  |  |  |  |  |  |  |  |  |  |
|                                  |                                  |                                  |                                  | 安息帝國 王中之王 （爭位者） 薩納特魯斯 二世 | 安息帝國 王中之王 （爭位者） 薩納特魯斯 二世 | 安息帝國 王中之王 （爭位者） 薩納特魯斯 二世 | 安息帝國 王中之王 （爭位者） 薩納特魯斯 二世 | 安息帝國 王中之王 （爭位者） 薩納特魯斯 二世 | 安息帝國 王中之王 （爭位者） 薩納特魯斯 二世 |                                |                                | 安息帝國 王中之王 沃洛吉斯四世                               | 安息帝國 王中之王 沃洛吉斯四世                               | 安息帝國 王中之王 沃洛吉斯四世                               | 安息帝國 王中之王 沃洛吉斯四世                               | 安息帝國 王中之王 沃洛吉斯四世                               | 安息帝國 王中之王 沃洛吉斯四世                               |                                |                                | 安息帝國 王中之王 （爭位者） 帕爾塔馬斯 帕提斯 | 安息帝國 王中之王 （爭位者） 帕爾塔馬斯 帕提斯 | 安息帝國 王中之王 （爭位者） 帕爾塔馬斯 帕提斯 | 安息帝國 王中之王 （爭位者） 帕爾塔馬斯 帕提斯 | 安息帝國 王中之王 （爭位者） 帕爾塔馬斯 帕提斯 | 安息帝國 王中之王 （爭位者） 帕爾塔馬斯 帕提斯 |                                |                                |                                |                                |  |  |  |  |  |  |  |  |  |  |  |  |
|                                  |                                  |                                  |                                  | 安息帝國 王中之王 （爭位者） 薩納特魯斯 二世 | 安息帝國 王中之王 （爭位者） 薩納特魯斯 二世 | 安息帝國 王中之王 （爭位者） 薩納特魯斯 二世 | 安息帝國 王中之王 （爭位者） 薩納特魯斯 二世 | 安息帝國 王中之王 （爭位者） 薩納特魯斯 二世 | 安息帝國 王中之王 （爭位者） 薩納特魯斯 二世 |                                |                                | 安息帝國 王中之王 沃洛吉斯四世                               | 安息帝國 王中之王 沃洛吉斯四世                               | 安息帝國 王中之王 沃洛吉斯四世                               | 安息帝國 王中之王 沃洛吉斯四世                               | 安息帝國 王中之王 沃洛吉斯四世                               | 安息帝國 王中之王 沃洛吉斯四世                               |                                |                                | 安息帝國 王中之王 （爭位者） 帕爾塔馬斯 帕提斯 | 安息帝國 王中之王 （爭位者） 帕爾塔馬斯 帕提斯 | 安息帝國 王中之王 （爭位者） 帕爾塔馬斯 帕提斯 | 安息帝國 王中之王 （爭位者） 帕爾塔馬斯 帕提斯 | 安息帝國 王中之王 （爭位者） 帕爾塔馬斯 帕提斯 | 安息帝國 王中之王 （爭位者） 帕爾塔馬斯 帕提斯 |                                |                                |                                |                                |  |  |  |  |  |  |  |  |  |  |  |  |
|                                  |                                  |                                  |                                  |                                              |                                              |                                              |                                              |                                              |                                              |                                |                                |                                                              |                                                              |                                                              |                                                              |                                                              |                                                              |                                |                                |                                                |                                                |                                                |                                                |                                                |                                                |                                |                                |                                |                                |  |  |  |  |  |  |  |  |  |  |  |  |
|                                  |                                  |                                  |                                  | 亞美尼亞 王國國王 帕科羅斯                   | 亞美尼亞 王國國王 帕科羅斯                   | 亞美尼亞 王國國王 帕科羅斯                   | 亞美尼亞 王國國王 帕科羅斯                   | 亞美尼亞 王國國王 帕科羅斯                   | 亞美尼亞 王國國王 帕科羅斯                   |                                |                                | 安息帝國 王中之王 沃洛吉斯五世亞美尼亞 王國國王 沃洛吉斯二世 | 安息帝國 王中之王 沃洛吉斯五世亞美尼亞 王國國王 沃洛吉斯二世 | 安息帝國 王中之王 沃洛吉斯五世亞美尼亞 王國國王 沃洛吉斯二世 | 安息帝國 王中之王 沃洛吉斯五世亞美尼亞 王國國王 沃洛吉斯二世 | 安息帝國 王中之王 沃洛吉斯五世亞美尼亞 王國國王 沃洛吉斯二世 | 安息帝國 王中之王 沃洛吉斯五世亞美尼亞 王國國王 沃洛吉斯二世 |                                |                                |                                                |                                                |                                                |                                                |                                                |                                                |                                |                                |                                |                                |  |  |  |  |  |  |  |  |  |  |  |  |
|                                  |                                  |                                  |                                  | 亞美尼亞 王國國王 帕科羅斯                   | 亞美尼亞 王國國王 帕科羅斯                   | 亞美尼亞 王國國王 帕科羅斯                   | 亞美尼亞 王國國王 帕科羅斯                   | 亞美尼亞 王國國王 帕科羅斯                   | 亞美尼亞 王國國王 帕科羅斯                   |                                |                                | 安息帝國 王中之王 沃洛吉斯五世亞美尼亞 王國國王 沃洛吉斯二世 | 安息帝國 王中之王 沃洛吉斯五世亞美尼亞 王國國王 沃洛吉斯二世 | 安息帝國 王中之王 沃洛吉斯五世亞美尼亞 王國國王 沃洛吉斯二世 | 安息帝國 王中之王 沃洛吉斯五世亞美尼亞 王國國王 沃洛吉斯二世 | 安息帝國 王中之王 沃洛吉斯五世亞美尼亞 王國國王 沃洛吉斯二世 | 安息帝國 王中之王 沃洛吉斯五世亞美尼亞 王國國王 沃洛吉斯二世 |                                |                                |                                                |                                                |                                                |                                                |                                                |                                                |                                |                                |                                |                                |  |  |  |  |  |  |  |  |  |  |  |  |
|                                  |                                  |                                  |                                  |                                              |                                              |                                              |                                              |                                              |                                              |                                |                                |                                                              |                                                              |                                                              |                                                              |                                                              |                                                              |                                |                                |                                                |                                                |                                                |                                                |                                                |                                                |                                |                                |                                |                                |  |  |  |  |  |  |  |  |  |  |  |  |
| 高加索伊比利亞 王國國王 勒夫一世 | 高加索伊比利亞 王國國王 勒夫一世 | 高加索伊比利亞 王國國王 勒夫一世 | 高加索伊比利亞 王國國王 勒夫一世 | 高加索伊比利亞 王國國王 勒夫一世             | 高加索伊比利亞 王國國王 勒夫一世             |                                              |                                              | 亞美尼亞 王國國王 霍斯羅夫一世               | 亞美尼亞 王國國王 霍斯羅夫一世               | 亞美尼亞 王國國王 霍斯羅夫一世 | 亞美尼亞 王國國王 霍斯羅夫一世 | 亞美尼亞 王國國王 霍斯羅夫一世                               | 亞美尼亞 王國國王 霍斯羅夫一世                               |                                                              |                                                              | 安息帝國 王中之王 沃洛吉斯六世                               | 安息帝國 王中之王 沃洛吉斯六世                               | 安息帝國 王中之王 沃洛吉斯六世 | 安息帝國 王中之王 沃洛吉斯六世 | 安息帝國 王中之王 沃洛吉斯六世                 | 安息帝國 王中之王 沃洛吉斯六世                 |                                                |                                                | 安息帝國 王中之王 阿尔达班四世                 | 安息帝國 王中之王 阿尔达班四世                 | 安息帝國 王中之王 阿尔达班四世 | 安息帝國 王中之王 阿尔达班四世 | 安息帝國 王中之王 阿尔达班四世 | 安息帝國 王中之王 阿尔达班四世 |  |  |  |  |  |  |  |  |  |  |  |  |
| 高加索伊比利亞 王國國王 勒夫一世 | 高加索伊比利亞 王國國王 勒夫一世 | 高加索伊比利亞 王國國王 勒夫一世 | 高加索伊比利亞 王國國王 勒夫一世 | 高加索伊比利亞 王國國王 勒夫一世             | 高加索伊比利亞 王國國王 勒夫一世             |                                              |                                              | 亞美尼亞 王國國王 霍斯羅夫一世               | 亞美尼亞 王國國王 霍斯羅夫一世               | 亞美尼亞 王國國王 霍斯羅夫一世 | 亞美尼亞 王國國王 霍斯羅夫一世 | 亞美尼亞 王國國王 霍斯羅夫一世                               | 亞美尼亞 王國國王 霍斯羅夫一世                               |                                                              |                                                              | 安息帝國 王中之王 沃洛吉斯六世                               | 安息帝國 王中之王 沃洛吉斯六世                               | 安息帝國 王中之王 沃洛吉斯六世 | 安息帝國 王中之王 沃洛吉斯六世 | 安息帝國 王中之王 沃洛吉斯六世                 | 安息帝國 王中之王 沃洛吉斯六世                 |                                                |                                                | 安息帝國 王中之王 阿尔达班四世                 | 安息帝國 王中之王 阿尔达班四世                 | 安息帝國 王中之王 阿尔达班四世 | 安息帝國 王中之王 阿尔达班四世 | 安息帝國 王中之王 阿尔达班四世 | 安息帝國 王中之王 阿尔达班四世 |  |  |  |  |  |  |  |  |  |  |  |  |
| 高加索 伊比利亞 阿薩希德王朝     | 高加索 伊比利亞 阿薩希德王朝     | 高加索 伊比利亞 阿薩希德王朝     | 高加索 伊比利亞 阿薩希德王朝     | 高加索 伊比利亞 阿薩希德王朝                 | 高加索 伊比利亞 阿薩希德王朝                 |                                              |                                              | 亞美尼亞 阿薩希德王朝                        | 亞美尼亞 阿薩希德王朝                        | 亞美尼亞 阿薩希德王朝          | 亞美尼亞 阿薩希德王朝          | 亞美尼亞 阿薩希德王朝                                        | 亞美尼亞 阿薩希德王朝                                        |                                                              |                                                              |                                                              |                                                              |                                |                                |                                                |                                                |                                                |                                                |                                                |                                                |                                |                                |                                |                                |  |  |  |  |  |  |  |  |  |  |  |  |

## 腳注
1. 1 2  Chaumont & Schippmann 1988，第574–580頁.
2. ↑  Dąbrowa 2012，第391–392頁.
3. ↑  Kia 2016，第203頁.
4. 1 2  Gregoratti 2013，第281頁.
5. 1 2  Gregoratti 2017，第133頁.
6. 1 2  Gregoratti 2013，第281–282頁.
7. 1 2 3 4 5 6  Dąbrowa 2010，第37頁.
8. 1 2 3  Russell 1987，第161頁.
9. 1 2  Drijvers 1980，第13頁.
10. 1 2 3  Segal 1982，第210–213頁.
11. ↑  Sartre 2005，第146頁.
12. ↑  Bivar 1983，第66頁.
13. 1 2  Toumanoff 1986，第543–546頁.
14. ↑  Sellwood 1983，第297, 321頁.
15. ↑  Sellwood 1983，第297頁.
16. 1 2  Olbrycht 1997，第34頁.
17. ↑  Olbrycht 1997，第50頁.
18. ↑  Curtis 2012，第76頁.

## 延伸閲讀
- Hansman, John. . : 363–365. 1991. （原始内容存档于2020-05-26）.

| 沃洛吉斯四世 安息帝國 | 沃洛吉斯四世 安息帝國          | 沃洛吉斯四世 安息帝國                                   |
| --------------------- | ------------------------------ | ------------------------------------------------------- |
| 前任者： 沃洛吉斯三世 | 王中之王 （列表） 147年－191年 | 繼任者： 沃洛吉斯五世 （子）奧斯羅埃斯二世 （對立君主） |